# كيم يون آه
كيم يون آه (بالهانغل: 김연아، وبالهانجا: 金姸兒، وبالألفبائية الدولية IPA: ‎[gimjʌna]‏. ولدت في 5 سبتمبر 1990 في كوريا الجنوبية بمدينة بتشون في مقاطعة غيونغي) هي لاعبة تزلج فني على الجليد، وبطلة أولمبيات في عدد من المسابقات العالمية لتزلج الفني على الجليد السيدات.

## الحياة الشخصية
ولدت كيم في بتشون في مقاطعة غيونغي وانتقلت إلى غنبو مدينة صغيرة في نفس المقاطعة عندما كانت في سن السادسة، وتدربت في البداية في كوريا الجنوبية قبل أن تنتقل إلى مدينة تورونتو مقاطعة أونتاريو كندا، في مايو 2007 وقضت أربع سنوات في تورنتو. وتتدرب حاليا في سيول كوريا.
والترجمة الصحيحة لاسمها في اللغة الكورية هي كيم يون آه. وعندما قدمت طلب جواز سفر كتب اسمها (yun_a) ولكن الموظف نقله عن الكوريا خطأ ((yu_na . وفي عامي 2010 ,2011 تم تسجيل اسمها (بيون آه كيم) في ملفها الشخصي.
كيم يون آه مواليد 5 سبتمبر 1990 متزلجة كوريه جنوبية وهي بطلة أولمبيات 2010 في فردى السيدات، بطلة العالم لعامي 2009 ,2013 وفازت أربع مرات بلقب بطولة القارات.
هي حاملة اللقب القياسى الحالي للسيدات في البرنامج القصير في التزلج الحر والمجموع المتحد تحت نظام الحكم العالمي ولقد حطمت الرقم القياسي العالمي 11 مرة تحت نظام الحكم العالمي منذ 2007، 2008 ومنها قد وضعتها بنفسها وهي أيضاً أول إمراة متزلجة تتخطى 140 نقطة و150 نقطة في التزلج الحر و 200 نقطة كمجموع نهائي تحت نظام الحكم العالمي ولم تنتهي قبالة المنصة في حياتها المهنية المبكرة.
كيم هي أول متزلجة في كوريا تفوز بميدلية أولمبية وبطولة العالم وأربع بطولات قارية ونهائية الجائزة الكبرى.
وهي واحدة من أشهر الكوريين في كوريا الجنوبية.

## الحياة المهنية

### المرحلة المهنية المبكرة
كيم بدأت التزلج في السن الخامسة  واقترح مدربها حينها جونج هيون ريو بشدة على والديها أنها يجب عليها أن تستمر في تلك الرياضة لأن لديها موهبة قد توصلها للعالمية. وفي مقابلة عام 2011 أعطت بطاقة لمدريبينها لتدوين ملائمتها في التزلج وقالت أن «مدريبي أخبرونى أن عضلاتي وجسمي بشكل عام مناسبان للتزلج بصورة ممتازة، فلقد ولدت مع بنية جيدة ربما أكثر من الموهبة، ولقد كنت محظوظة أن مدربي لاحظوا تلك الموهبة مبكرا وساعدوا على تنميتها والكثير لا يعلمون أنهم يولدون بتلك الطريقة.»
وفي وصف ظروف تدريبها لمسابقة المتزلجين. قالت كيم في مقابلة أكتوبر 2010 مع سي إن إن «في سنوات تدربي على التزلج الأولى لم يكن في كوريا الكثير من الحلبات الجليدية حتى ولو كان هناك القليل فالكثير منهم كان عام حتى الآن عندما الرياضيين يرغبون في الممارسة فهم مضطرون لاستخدامها إما مبكرا في الصباح أو متأخرا في المساء أيضا لم تكن كافية تلك الحلبات لتسهل على فرق التزلج والمتزلجين عادة يضطرون إلى تدريب في مختلف الحلبات من يوم إلى يوم علاوة على ذلك الحلبات باردة للغاية ويترتب عليه أن احتمالات الإصابة عالية للغاية»
وفي عام 2002 تنافست كيم دوليا لأول مرة في كأس (تذكار تريجلاف) في سلوفينيا، حيت فازت كيم بالميدالية الذهبية في منافسة المبتدئين.
, وبعد عام عندما كانت تبلغ 12 عاما فازت باللقب الأكبر في بطولات كوريا الجنوبية وأصبحت بذلك أصغر متزلجة فازت باللقب على الإطلاق، وفازت في منافستها العالمية الثانية ب (الدب الذهبي الزغرب) في مسابقة المبتدئين. واكتمل نفوذها بأنها أصبحت بطلة كوريا الجنوبية عام 2004 .

### المرحلة المهنية الصعود

#### موسم 2004–2005
في موسم 2004 ,2005 تنافست كيم كشابة تحت النظام الحكم العالمي ودعم التقنية الجديدة في سباق الجائزة الكبرى وحصلت على الميدالية الفضية في حدث في الصين والميدالية الذهبية في حدث في المجر وحصلت على الميدالية الفضية في سباق الجائزة الكبرى 2004,2005 جونيور النهائي مع علامة إجمالية 137.75 نقطة واحتفظت بلقباها بالبطولة الوطنية للعام الثالث على التوالى مع طريقها إلى بطولة العالم الناشئين عام 2005 وفي تلك المنافسة حصلت على الميدالية الفضية بمجموع نقاط يسأوي 158.93 نقطة وقامت بعمل أول قفزة مزيج ثلاثي الثلاثي في التزلج الحر

#### موسم 2005–2006
بخصوص 2005 .2006 كيم يون آه لم تكن كبيرة كفاية للتنافس في أولمبيات 2006 وبدلا من ذلك تنافست في 2005,2006 على الجائزة الكبرى للناشئين وفازت بالمنافسة بمعدل نقاط 28.34 قبل الميدالية الفضية (aki sawada) وأثناء فترة تزلجها الحرة قدمت 7 قفزات ثلاثية وتشمل القفزة ثلاثية الوجه وثلاثي اصبع القدم ومزيح حلقة اكسل مزدوجة وحلقة اصبع القدم الثلاثية الجمع.
وفازت كيم بالبطولة الوطنية الرابعة العالمية للناشئين عام 2006 وفازت بالميدالية الذهبية بتسجيل 177.54 نقطة إجمالية على الهامش.19 24 نقطة وتفوقت على الميدالية الفضية mao asada

### المرحلة المهنية الاحترافية

#### موسم 2006–2007
ومن أجل استعداد للمشاركة لأول مرة في منافسة للرشد في موسم 2007,2006 , وتدربت كيم على نطاق واسع في تورنتو كريكت، وتزلجت على الجليد في نادى تورنتو أونتاريو، كندا خلال صيف عام 2006 .
وادت كيم أول مباراة دولية لها للكبار 2006 سكيت كندا حيث حصلت على الميدالية البرونزية بعد وضعه لأول مرة في البرنامج القصير والرابع في برنامج المتزلج الحر مع مجموع نقاط 168.48 نقطة
وفي النصب التذ كاري لاريك مومبارد حققت كيم 65022 نقطة وفي البرنامج القصير 119.32 نقطة في التزلج الحر وفازت بالبطولة وقال صاحب الميدالية الفضية ميكى اندو أن تلك العرو ض تاهل كيم للنهائي الجائزة الكبرى لأول مرة وفي سباق الجائزة الكبرى الختامي 2006 في سانت بطرسبرغ روسيا، احتلت كيم المركز الثالث في البرنامج القصير مع 65.06 نقطة والمركز الأول في التزلج الحر 119.140 نقطة فازت بنهائي الجائزة الكبرى بمعدل 184.200 نقطة وبهامش 11.68 قدما على الميدالية الفضية mao asada واضطرت كيم للأنسحاب بسبب إصابتها في بطولة كوريا الجنوبية عام 2007 وكان غير قادرة على الدفاع عن اللقب في يناير 2007 كما تشخصيها مبكراً في حالتها المرضية وقد تم اختيار كيم للتنافس في عام 2007 في بطولة العالم اعتماداً على أدائها خلال الموسم بسبب استبدال (تشوى جى ايين) العام السابق وقد حجزت كوريا الجنوبية مكان واحد في البطولات العالمية وأثناء البطولات العالمية في طوكيو اليابان وفازت كيم بالبرنامج القصير بمجموع نقاط 71.95 نقطة وبهذا سجلت اعلى مجموع تحت نظام الحكم العالمي والتنفيد وبناء على ذلك حطمت مركز قياسي عالمي وهو المركز الرابع في البرنامج الطويل بمعدل 114.19 نقطة وانتهت بالثالث 186.14 نقطة بعد المتزلج الياباني ميكى اندو ومأو اسادا.
ومثلت كيم كوريا الجنوبية في بطولات العالم 2008للتزلج "براين ارسر أصبح مدرب جديد لها بدوام كامل وكان راضى عن بيئة في تورنتو وابقت كيم تورنتو كمنزل لتدربيها.

#### موسم 2007–2008
تم تاهيل كيم لموسم كاس العالم 2007 بالصيف وكاس روسيا 2007 .
مسابقة الجائزة الكبرى لموسم 2007 _ 2008 .
وبدأت كيم قبالة موسم 2007 _ 2008 بالفوز بكاس العالم 2007 بالصيف برصيد 180.68 نقطة ومن الذي كان بمجموع نقاط 24.34 قبل صاحب الميدالية الفضية كارولين تشانغ وقالت أنها ادت القفزة ذات الوجه الواحد واصبع القدم ومزيج الحلقة الثلاثية ووتز الثلاثي واكسل المزدوجة واصبع القدم ومزيج الحلقة الثلاثية واكسل ثلاثية وحلقة اصبع القدم وثلاثة مستويات منها لتسجل 122.36 نقطة في التزلج الحر.
وفي كاس روسيا 2007 فازت كيم بالبرنامج الصغير بمعدل 63.50 نقطة والتزلج الحر بمعدل 133.70 نقطة وتتخطى كل ذلك بالنهائي بمجموع نقاط 197.20 نقطة و 24.43 على الهامش بالميدلية الفضية yukari nakano حيث سجلت رقم عالمي للتزلج الحر تحت نام الحكم والتنفيذ العالمي منفذة القفزات اصبع القدم الثلاثية والحلقة الثلاثية واللوتز الثلاثي المزدوج ومزيج حلقة اكسل الثلاثية المزدوجة ومزدوجة الثلاثي.
وتاهلت كيم لنهائي الجائزة الكبرى 2007_2008 في تورن إيطاليا وفازت بالبرنامج القصير بمجموع نقاط 64.62 نقطة وسجلت في التزلج الحر 132.21 مع مجموع نهائي وصل إلى 196.83 نقطة وفازت بالجائزة الكبرى النهائية فبذلك لم تنافس كيم في بطولات كوريا القومية 2008 والقارات 2008 وفقا لاصابتها ولاستمرار الام الظهر.
ولكنها شاركت في بطولة العالم 2008 في جوثين بيرج في السويد واحتلت المركز الخامس في البرنامج القصير 59.85 نقطة وفازت بالرجوع إلى: برنامج الحر للتزلج بسجل 123.38 نقطة وسجلت في المجموع 183.230 نقطة وفازت بالميدالية البرونزية في بطولة العالم.

#### موسم 2008–2009
لعبت كيم يون آه دور في عرض التزلج في أمريكا 2008 وكأس الجائزة الكبرى في الصين لموسم 2008-2009 التابع لآتحاد التزلج العالمي وفي العرض الأمريكي للتزلج 2008 احتلت المرتبة الأولى في البرنامج القصير بمعدل نقاط 69,50 نقطه وبرزت بمعدل نقاط هامش (على الهامش) 11,70 نقطه بالرغم من الخطأ في تنفيذ قفزه اكسل المزدوجه واستمرت لتحتل اللقب للسيدات بفوزها في التزل الحر ب بمجموع نقاط 123,95 وفازت بالحدث بمعدل نقاط 193,45 بتخطي الكل وهذا المجموع من النقاط كان أكثر ب20 نقطه من معدل النقط في الميدالية الفضيه الحاصل عليها يوكاري نكانو من اليابان واستمرت بنجاحها في نهائيات كأس الصين 2008 حيث حصلت على مجموع نقاط 63.64 نقطه في البرنامج القصير ومجموع نقاط 128,11 في التزلج الحر واحتلت المركز الأول في العرضين والمجموع المشترك لهما معا 191,75 نقطه كان تقريبا 21 نقطه متفوقه على الميدالية الفضيه الحاصل عليها فيكي اندو باليابان وعرضها هذا اهلها لموقع في نهائيات الكأس الكبرى. وخلال موسم 2008:2009 في كأس النهائيات الكبرى الذي عقد في جويانغ في كوريا الجنوبية حصلت على المركز الأول في البرنامج القصير بمعدل نقاط 65,94 نقطه وبالمركز الثاني في التزلج الحر بحصولها على معدل نقاط 140,41 نقطه وحصلت على الميدالية الفضيه بمعدل نقاط 186,35 نقطه بزياده 2.20 نقطه في عرض باليابان وتنافست كيم يون آه في موسم 2009 للقارات الأربعة في فان كوفر في كندا وحصلت على مركز عالمي جديد بمعدل نقاط 72,24 نقطه في البرنامج القصير في عرض بدون اخطاء حيث حصلت على 116,83 نقطه في برنامج التزلج الحر مع المحافظة على التقدم بمعدل نقاط 189,7 نقطه بتخطي الكل وحصلت على الميدالية الذهبية وأثناء موسم 2009 للبطولات العالمية الذي عقد في لوس انجلوس – الولايات المتحدة حصلت على رقم قياسي عالمي جديد بمعدل نقاط 76,12 نقطه في البرنامج القصير متخطيه رقمها القياسي العالمي القديم بحوالي 4 نقاط وقدمت القفزة الثلاثيه الوجه الثلاثيه الحلقة اصبع القدم بدمجها مع قزه اللوتس الثلاثيه ومع اكسل المزدوجه اضافه إلى حصولها على المستوى الرابع في كل قفزاتها الدائريه وسلسله دورأنها الحلزونيه وفازت أيضا بالبرنامج الحر في التزلج بمعدل نقاط 31,59 نقطه وقدمت عرض مهارات عظيم بحذافيره الفنية الموسيقية ة ادت القفزة الثلاثيه الوجه ثلاثي اصبع القدم المندمجه مع اكسل المزدوجه ومع اللوتس الثلاثيه ثنائية قفزه اصبع القدم ثنائية القفزة ودمجتها مع اكسل المزدوجه ثلاثيه قفزه اصبع القدم بالدمج مع لوتز ثلاثيه واكسل مزدوجه وكنتيجه لفذلك حطمت رقم قياسي جديد بمعدل 207,71 نقطه بالاضافه إلى فوزها ببطولتها العالمية الأولى وأصبحت المتزلجه الأولى التي تتخطى 200 نقطه تحت قياده نظام الأتحاد العالمي للتزلج وكان هامش النصر وصل إلى معدل نقاط حوالي 16,42 نقطه بتفوقها على الميدالية الفضيه التي حصلت عليها جواني روفيت وكانت المتنافسه الوحيدة التي حصلت على 8 نقاط في مكونات البرنامج في البرنامج القصير والبرنامج الحر للتزلج في المنافسة وكيم يون آه هي المتزلجه الوحيدة التي كانت معروفه وملحوظه من قبل الحكام في التزلج الحر الجليدي في عرضيها البرنامج القصير والبرنامج الحر في التزلج في موسم 2008:2009.

#### موسم 2010–2009
تم تعيين كيم في النصب التذكاري ل ايريك بومبارد وفي عرض التزلج الأمريكي 2009 تحت قيادة الاتحاد العالمي للتزلج عرض الجائزة الكبرى موسم 2009 – 2010 وفي النصب التذكاري ل ايريك بومبارد احتلت المركز الأول في البرنامج القصير بمعدل نقاط 76,8 نقطة ومعدل نقاط 16,44 على الهامش وادت بنجاح قفزة لوتس الثلاثية وثلاثية اصبع القدم الممزوجة والمتبوعة بقفزة ثلاثية واكسيل المزدوجة وفازت كيم يون آه بالتزلج الحر بمعدل نقاط 133,95 نقطة بوصولها للمستوى الرابع وافتتحت العرض بلوتس الثلاثية وثلاثي اصبع القدم الممزوجة والتي تعرض مهارات فنية عظيمة وفازت بهذا الحدث بمعدل نقاط 210,3 و 36,4 نقاط تتخطى بهم الميدالية الفضية ل مأو أسادا وحطمت كيم الارقام العالمية في التزلج الحر تحت تحكم نظام الاتحاد العالمي للتزلج في المنافسة
وفي موسم 2009 للتزلج الأمريكي احتلت المركز الأول مرة أخرى في البرنامج القصير بمعدل نقاط 76,28 نقطة والتي تخطت به منافستها الاقرب ريتشل فلات بمعدل نقاط 17,48 نقطة وحصلت على 2,20 نقطة اضافية بسبب ادائها المتميز وتأديتها لقفزات لوتس الثلاثية وثلاثية اصبع القدم الممزوجتين وهذا اعلى معدل للقفزات اعطى بواسطة اتحاد التزلج العالمي للتزلج الحر للسيدات وحصلت على المركز الثاني في التزلج الحر بمعدل نقاط 111,70 نقطة وهذا بسبب اخطائها في القفزات بالرغم من انه كان اقل معدلاتها فازت بالحدث بمعدل نقاط 187,98 نقطة وبهذا المعدل هزمت منافستها ريتشل فلات صاحبة الميدالية الفضية بتخطيها 13,70 نقطة في المنافسة وبذلك حطمت رقم عالمي جديد في البرنامج القصير تحت نظام التحكم للاتحاد العالمي للتزلج وانتصاراتها في عروض الجائزة الكبرى اهلتها لنهائيات كأس الجائزة الكبرى لموسم 2009 – 2010 في طوكيو اليابان وفي ديسمبر 2009 في هذا الحدث احتلت المركز الثاني في البرنامج القصير بمعدل نقاط 65,64 نقطة وجائت بعد ميكو أندو بمعدل نقاط 0,65 وفي اليوم التالي فازت بالتزلج الحر بمعدل نقاط 123,22 نقطو وجاء هذا نتيجة أن كيم حصلت على مركزها الثالث في نهائيات الجائزة الكبرى بمعدل نقاط 188,86 نقطو وفي فبراير 2010 تنافست كيم في حدث السيدات في الألعاب الأولمبية الشتوية ل 2010 بحصولها على الميدالية الأولمبية الذهبية وفي مارس 2010 تنافست كيم في البطولات العالمية لموسم 2010 في تورينو إيطاليا وقالت كيم أنها كافحت للحصول على الحافز للتنافس في البطولات العالمية بعد حصولها على الميدالية الذهبية في الألعاب الأولمبية وحصلت على المركز السابع بمعدل نقاط 60,30 نقطة وفتحت عرضها ب لوتس الثلاثية وثلاثية اصبع القدم ولكن حدثت مشاكل مع قفزتها الخلفية ودورتها الحلزونية وعادت للتزلج الحر لتفوز في البرنامج بمعدل نقاط 130,44نقطة واكملت العرض بلوتس الثلاثية وثلاثية اصبع القدم الممزوجتين بقفزة ثلاثية واكسل المزدوجة ثلاثية اصبع القدم والقفزة الثنائية الممزوجة ب اكسل المزدوجة وثلاثية اصبع القدم الممزوجة بلوتس الثلاثية ولكنها وجدت صعوبة في قفزة سالكو واكسل المزدوجة وحصلت على الميدالية الذهبية بمعدل 190,79 نقطة

##### الألعاب الأولمبية الشتوية 2010
وفي فبراير 2010 تنافست كيم في حدث السيدات في الألعاب الشتوية الأولمبية لموسم 2010 التي عقدت في فان كوفر كولومبيا البريطانية – كندا ودخلت في الألعاب كتفضيل قوي للحصول على الميدالية الذهبية وفي البرنامج القصير في 23 فبراير ادت بامتياز لوتس الثلاثية وثلاثية اصبع القدم الممزوجة بقفزة ثلاثية واكسل المزدوجة وقفزتها الحلزونية وقفزتها الدائرية ووصلت بها للمستوى الرابع وتقنياتها وصلت لمعدل نقاط 44,70 نقطة وكانت الاعلى في هذا الحدث وهي أيضا حققت معدل نقاط 33,80 نقطة في مكونات البرنامج ونتيجة لهذا حققت كيم 78,50 نقطة وتقدمت بذلك على مأو اسادا بمعدل نقاط 4,72 نقطة وحققت معدلها الأفضل في البرنامج القصير وحققت رقم قياسي عالمي جديد وفي 25 فبراير فازت بالتزلج الحر برقم قياسي جديد بمعدل نقاط 156,06 نقطة وتخطت اسادا بمعدل نقاط 18,14 الذي اتى في المركز الثاني في هذا القسم من المنافسة وادت كيم قفزة لوتس الثلاثية وثلاثية اصبع القدم الممزوجة بقفزة ثلاثية واكسل المزدوجة واصبع القدم المزدوجة ممزوجة باكسل الثنائية وثلاثية اصبع القدم الممزوجة بسالكو الثلاثية ولوتس الثلاثية واكسل المزدوجة باضافة حصولها على المستوى الرابع لقفزاتها ودوراتها الحلزونية والاثنان حققا معدل تقني الذي يعادل 78,30 نقطة وعرضها حقق نقاط 71,76 نقطة الاعلى في هذة الليلة وكانت المتسابقة الوحيدة التي حصلت على المركز التاسع في مكونات برنامجها وحصلت على مركز قياسي عالمي للتزلج الحر تحت تحكم نظام الاتحاد العالمي للتزلج وتخطت كيم هذا بمعدل 228,56 نقطة وحطمت رقمها القياسي وتفوقت على رقمها القياسي العالمي القديم وعلى الهامش 18 نقطة فازت بالميدالية الذهبية وأصبحت أول متزلجة في كوريا تحصل على ميدالية في أي تخصص من التزلج في دورة الألعاب الأولمبية وايضا حصلت على رقم قياسي أولمبي جديد وميدالية كيم الذهبية كانت أول ميدالية تحصل عليها كوريا الجنوبية في الأولمبيات الشتوية في أي رياضة غير التزلج السريع والمسار القصير وبرنامج كيم القصير والطويل بمجموع درجات كلي في موسم الأولمبيات الشتوية 2010 فان كوفر وكانت الاعلى في المعدلات منذ نشأة اتحاد التزلج العالمي ودخلت بصورة تلقائية إلى موسوعة جينيس للارقام القياسية بعد موسم 2010 للالعاب الشتوية الأولمبية وشخصيات مثل جاكوس روج وهيلاري كلينتون اثنوا على اداءكم في الأولمبيات

#### موسم 2013–2014
في موسم الجائزة الكبرى 2013_2014 تحت نظام الحكم والتنفيذ العالمي وتم تعيينها للمنافسة في مسابقة كندا العالمية للتزلج 2013 وفي النصب التذكاري لاريك بومبارد 2013 وعلى كل: في 26 سبتمبر تم اعلأن أن كيم لن تنافس في مسابقة الجائزة الكبرى بسبب اصابة بالغة في قدمها اليمنى من التمرين الشاق المستمر ومن المتوقع أنها ستاخذ 6 اسابيع للشفاء.
فن التزلج
ادت كيم أول قفزة ثلاثية في عمر ما بين 12:10 عام واستخدمت 5 قفزات ثلاثية في برامج التزلج للناشئين وعندما بلغت 14 عإما ادت قفزتها الثلاثية في بطولة العالم للناشئين 2005 ونفذت كيم ثلاث قفزات مختلفة في الجمع الثلاثي الثلاثي في المسابقات: ثلاثية لوتز حلقه اصبع القدم وحلقه اخمص القدمين الثلاثية واصبع القدم الثلاثي حلقه الثلاثي ويمكنها أيضا تنفيذ اصبع القدم لوتز المزدوج وحلقه مزدوجة من مزيج الوثب الثلاثي وقالت أنها تلقت +2.20درجة لتنفيذ القفزة وتلقت أيضا +2.00 درجة لتنفيذ تسلسل الدوامة لها عندما اخت في الدوران والتسلسل.
وواحدة من أكثر حركات كيم شهرة هي عازمة الساق فهي تقف وتدور مثل الإبل وهي تؤديها منذ2004 .
وعلى الرغم من انه لم يتم اختراع هذه الخطوة الآنه الآن أصبح يطلق عليها كثيرا (دوران يون آه مثل الإبل)أو (يون آه تدور) واخرتوقيه حركته كان أنها تؤدى مباشرة اكسل المزدوج إلى حلقة اصبع القدم ثم اكسل الثلاثية ومزيج القفزة المزدوجة حتى اخمص القدمين تؤدى اكسل المزدوجة مع مزيج من الحلقة المزدوجة.
وكيم تشتهر بان لها تقنيات عالية ومهارات وتقنيات من مستوى عالي واناقة واضحة بسبب سرعة اقلاعها ومعروف أن لها ثلاثي اللوتز ثلاثية اصبع القدم حلقة مزيج ثلاثي المزدوج لحجمها الصغير ومهاراتها الكبير.

## الحياة العامة والتقديرات (الاقرارات)
من بين الرعاة الرسمين لكيم: بنك كوكمين، نايك، الخطوط الجوية الكورية، سامسونج، شركة هيونداي موتور، وشركات أخرى مثل any call (الهاتف المحمول) وhauzen (لمكيف الهواء) ولاك فير لمستحضرات التجميل، ومانيل للالبان المحدودة (منتجات الالبان) ومخبز (tout les jours) (المخبز)
وايلنا للمجوهرات وجمعت من التزلج الموسيقى في البومها المفضل لها «الجنية على الجليد» وأغاني مثل (universal music korea 2008).
وكانت كيم متصدرة العناوين الخاصة بعروض الجليد 2008,2009,2010 festa on ice وتم إنتاج عن طريق وكالتها التابعة IB وانتجت أيضاً عرض جليد آخر ice all the stars الذي اقيم في سيول من 14 إلى 16 أغسطس 2009 ومشيل كوان الذي يعد نجم يون آه المحبوب وأكثر متزلج انيق في الولايات المتحدة..انضم للعرض. وفي أبريل 2010 تركت كيم وكالة IB للرياضيات واسست وكالة خاصة بها واطلقت عليها اسم at sports بمساندة من والدتها قاموا بتنظيم عرض جليدى آخر اطلقوا عليه a1 that skate .
وظهرت كيم أيضا في كثير من العروض التليفزيونية مثل:
قامت بعمل اعلأن لشاشة باللمس جديدة من سامسونج للإلكترونيات وباعت أكثر من مليون جهاز في حوالى سبه أشهر "youna haptic " خلية تليفزيونية تم عرضها في مايو 2009 وباعت أكثر من 550.000 جهاز في أول 80 يوم للبيع وخلال موسم الالومبيات التوية اصدرت كيم مجلة باسم كيم على طول الحدود الأمريكية (shaunuhite) حيث أنها أكثر رياضي يحقق ارباح شارك في الالومبيات حيث تجنى حوالى 7.50 مليون دولار وفي أغسطس 2010 مجلة (orbes) صنفتها كأول إمراة مدفوع لها في العالم بنسبة ارباح 9.7 مليون دولار.
وعملت في عدة مشاريع كمغنية وسجلت دويتومع مغنى البوب (لى سونغ غى)وغيره مع جيل الفتيات ومع المغنية تايون وأصبح اسمها مشهوراً كسفيرة لبلدها كاحد أكثر الاشخاص شهرة في مجالها.
وعينت كسفيرة للنأوية الحسنة وأيضاً نشرت تجربتها في الكتابة «يون آه سبع دقائق درإما» عن تجربتها في التزلج وتنأول الكتاب محأولاتها في التغلب على كل الصعوبات التي واجهتها.
ولعبت دوراً كبير في جهود كوريا في استضافة دورة الألعاب الشتوية 2018 ونالت العديد من الجوائز مثل المواطنة الفخرية في لوس انجلوس في سبتمبر 2010 وتم دعوتها إلى مقر الامم المتحدة في نيويورك للاحتفال باليوم الدولى السنوي للاحتفال بالسلام.

## التبرعات
تبرعت كيم يون آه بأكثر من 2 بليون وون $1أي مايقارب حوالى 1.7 مليون دولار في أكتوبر عام 2009 وهذا يشمل جهودها بنواحى متعدده فمساهامتها الخيرية واضحة للعامه وتشمل:
كل عام منذ يناير 2007 تمنح 12 مليون وون إلى 6متزلجين صغار السن وذلك بعد أول اعلأن لها لبنك «كوك مين»
وفي مايو 2007 : 10 مليون وون للمتزلج هيون جانح بعد الاعلأن مع "LG"العناية بالمنزل والصحة
وفي سبتمبر 2007تبرعت بحوالى 200 مليون وون (100 مليون من مالها الخاص +100 مليون اضافية من مشاركات نادى lvy (وذهبت هذه الاموال إلى مدارس الاسر محدوده الدخل بعد الدعايا مع نادى lvy
وفي ديسمبر 2007 .100 من زى المدرسة بثروة تقدر بحوالى 20 مليون وون للشباب الذي تدمر بسبب كارثة تسرب النفط.
وفي أبريل 2008 قامت بزيارة منتجع إيفرلأندمع 800 طفل من أطفال مدينه سيول في يوم تطوع بنك كوك مين
وفي مايو 2008 حوالى 50 مليون وون بالإضافة إلى مساهمات من Daishin إلى المتزلجين الصغار بعد القاء خطبه للعامه في منتدى Daishin.
وفي مايو 2008 حوالى 40 مليون وون في عام واحد من شركة كوره لشباب العائلات محدودة الدخل.
وفي مايو2008 قامت بالمشاركة في تسجيل الاغنية الإنسانية «احب اسيا» وهذا المشروع من أجل مساعدة ضحايا الزلازال في الصين.
وفي ديسمبر2008 ثروة تقدر بحوالى 100مليون وون لأجل الزى المدرسي للاسر محدودة الدخل بعد أن جددت يون آه إعلانتها بالتعأون مع نادى LVY. وفي نفس الشهر 2008 أكثر من 1.000 عرائس بلاستيكيه فازت بها كيم يون آه في نهائيات الجائزة الكبرى للشباب المصاب بالسرطان في المستشفيات في العاصمة سيول و50 مليون وون للمتزلجين الصغار في «يون آه الصغيرة» والشباب الصغير يدعمون هذا المشروع مع شركة الرياضيات (TOTO LOTTERY) و144 مليون وون التحصيل النهائي من مبيعات التذاكر من العرض الجليدى الخيري تحت اسم «الملائكة على الجليد عام 2008» للاطفال اصحاب الامراض النادرة وسرطان الأطفال.
وفي أبريل عام 2009 حوالى 100 مليون وون من منتجات الالبان تذهب لشباب الاسر محدودة الدخل
وفي عام تبرعت2009 حوالى 100 مليون وون واحذية تزلج في أثناء المشاركة في منظمة الامم المتحدة للطفولة لمساعدة الأطفال مع حملة التطعيم
وفي ديسمبر 2009 تنازلت عن مستحقاتها بالمجان ليتم تضمينها في مبيعات عيد الميلاد المجيد للقضاء على السل
وفي يناير 2010 تبرعت بحوالى 100 مليون وون مساعدة لزلزال هايتى عبر منظمة الامم المتحدة للطفولة
وفي أبريل 2010 حوالى 50 مليون وون بعض الاموال التي حصلت عليها من عرض«فيستا على الجليد 2010» ذهبت إلى ضحايا ROUS CHEONON الذين ماتوا في السفينة
وفي يوليو 2010 حوالى 10.000 دولار إلى منظمة الامم المتحدة للطفوله وكانت هذه الجائزة المالية الممنوحة لكيم يون آه مع جائزة الفخر الكوريه تحت القيادة الكوريه الإمريكية الأساسية في لوس انجلوس
وفي ديسمبر 2010 كيم يون آه وسيونغ لى سانغ «الفتى المبتسم» تبرعوا بحوالى 40 مليون وون لواحد من النجوم الجديدة الصاعدة في عالم التزلج على الجليد وإلى لاعبه أخرى وفي نفس الشهر 45.000 دولار ذهبت إلى الطفال اليتامى عبر المجتمع الكورى الاجتماعى لصالح منظمة الامم المتحدة للطفولة
وفي مايو 2011 حوالى 27.000 دولار جائزتها المالية من بطولة 2011 لمساعدة الضحايا من الزلازال الياباني وفي ديسمبر 2011 حوالى 10 ملايين وون إلى «يون –سو» المركز الاجتماعى لتاسيس الطفال لمساعدة الأطفال من العائلات متعددة الثقافة
وفي ديسمبر 2011 حوالي 10 ملايين وون ذهبت إلى " "Babonanum Foundation.
وفي يناير 2012 حوالي 73 مليون وون جاءت الأغنية المزدوجة بين المغنية آي يو وكيم يون آه لاعضاء الفريق القومي للتزلج.
وفي فبراير 2012 حوالى 50 مليون وون تذهب إلى 5 أطفال يتامى
وفي يناير 2012حوالى 70 مليون وون لبناء مدرسة من مخطط بناء 100 مدرسة صغيرة في جمهورية جنوب السودان
وفي يناير 2013 حوالى 50 مليون ذهبت إلى 5 أطفال مصابيين بامراض نادرة
وفي أبريل 2013 : 54.000 دولار جائزتها المالية كامله من فعالييات بطولة العالم 2013 في التزلج تبرعت يون آه بها لاطفال اصحاب الاعاقات من خلال اللجنة الكورية لمنظمة الامم المتحدة للطفولة
وفي مايو 2013 حوالى 10 ملايين وون لاطفال ذوى الاعاقات الذين يعيشون فيGeumjeong-gu في محافظة بوسان من خلال اللجنة الكورية لمنظمة الامم المتحدة للطفولة
وفي نوفمبر 2013 حوالى 100.000 دولار لمساعدة الفلبيين وخسائر الأطفال التي سببها Typhoon Haiyan من خلال اللجنة الكورية لمنظمة الامم المتحدة للطفولة

## وصلات خارجية
- كيم يون آه على موقع IMDb (الإنجليزية)
- كيم يون آه على موقع الموسوعة البريطانية (الإنجليزية)
- كيم يون آه على موقع ميوزك برينز (الإنجليزية)
- كيم يون آه على موقع قاعدة بيانات الفيلم (الإنجليزية)
- كيم يون آه على موقع الاتحاد الدولي للتزلج (الإنجليزية)
- كيم يون آه على موقع اللجنة الأولمبية الدولية (الإنجليزية)
- كيم يون آه على موقع أوليمبيديا (الإنجليزية)